# يانوش يانكوفسكي
يانوش يانكوفسكي (بالإنجليزية: Janusz Jankowski)‏ هو طبيب بريطاني، ولد في القرن العشرين في غلاسكو في المملكة المتحدة.